# Leptagrion garbei
Leptagrion garbei är en trollsländeart som beskrevs av Santos 1961. Leptagrion garbei ingår i släktet Leptagrion och familjen dammflicksländor. Inga underarter finns listade i Catalogue of Life.